# Zasilanie Phantom
Zasilanie Phantom (zwykle oznaczane jako P48 lub 48V) – metoda zasilania napięciem stałym urządzeń audio. Energia jest przesyłana za pomocą kabla tymi samymi żyłami, którymi przesyłany jest sygnał. Najczęściej stosowane do zbiorowego zasilania mikrofonów pojemnościowych, ale też czasami aktywnych DI-boxów, głośników i innych urządzeń. Źródłami zasilania są najczęściej miksery i przedwzmacniacze mikrofonowe.

## Informacje techniczne
Główną zaletą tego rozwiązania jest fakt, że zasilanie biegnie tym samym kablem co sygnał audio, równocześnie nie wpływając na niego. Wynika to z faktu, że dla przesyłu symetrycznego informacja zawarta jest jedynie w różnicy sygnałów między kanałami. W złączu mikrofonowym XLR napięcie Phantom jest podawane na oba piny sygnałowe (2 i 3) względem masy (1) przez parowane rezystory 6,8 kΩ z tolerancją 0,1% każdy. Sygnał audio przesyłany jest zaś między pinami 2 i 3, więc nawet na włączonym zasilaniu Phantom można używać zwykłych mikrofonów dynamicznych i innych urządzeń pod warunkiem, że mają one wyjścia symetryczne. Niesymetryczne źródła nie będą poprawnie współpracować i mogą zostać uszkodzone, natomiast samo zasilanie Phantom wytrzyma nawet pełne zwarcie, gdyż napięcie jest podawane przez rezystory o odpowiednim zapasie mocy.
Napięcie zasilania Phantom zwykle przyjmuje wartość 48 V, ale czasem jest niższe i wówczas oznaczane jako P24 dla 24 V lub P12 dla 12 V. Pierwsze mikrofony pojemnościowe były zasilane napięciem od 9 do 12 V.
Większość kart dźwiękowych w komputerach współpracuje z mikrofonami elektretowymi podłączanymi linią niesymetryczną. Nie jest to jednak technika Phantom, lecz tzw. bias. W technice tej wykorzystywany jest tylko jeden przewód, a typowy poziom napięcia to 1,5 do 9 V. Zasilanie stałym napięciem w przypadku mikrofonów elektretowych nie służy do polaryzacji okładek kondensatora, tylko do zasilania wbudowanego przedwzmacniacza, dlatego może być dużo niższe.